# Sharon Kam
Sharon Kam (Israël, 11 augustus 1971) is een Duitse klassieke klarinettist. Zij won in 1992 de ARD Internationale Muziekwedstrijd. In 1991 werd ze ook genomineerd voor de Davidoff Prijs.

## Biografie
Sharon Kam is een toonaangevende klarinetsolist. Ze is afgestudeerd aan de Juilliard School of Music, waar ze onder andere les kreeg van Charles Neidich. Toen ze 16 jaar was maakte ze haar debuut met het Israëlisch Filharmonisch Orkest onder leiding van dirigent Zubin Mehta. Later trad zij op met onder andere het Chicago Symphony Orchestra, de Berliner Philharmoniker, het London Symphony Orchestra, en het Leipzig Gewandhaus Orkest. In 1998 werd ze bekroond als instrumentalist van het Jaar door het Duitse ECHO Klassik, voor haar opname van het klarinetconcert van Carl Maria von Weber. In 2006 kreeg zij weer deze onderscheiding voor haar CD met het Leipzig Radio Orkest met werken van Spohr, Weber, Rossini en Mendelssohn.